# 吉川美南站
吉川美南站（日语：／ Yoshikawa-minami eki */?）是一個位於埼玉縣吉川市美南二丁目，屬於東日本旅客鐵道（JR東日本）武藏野線的鐵路車站。車站編號是JM 19。

## 車站結構
設有折返機能的側式月台1面1線與島式月台1面2線，合計2面3線的地面車站，設有跨站式站房。

### 月台配置

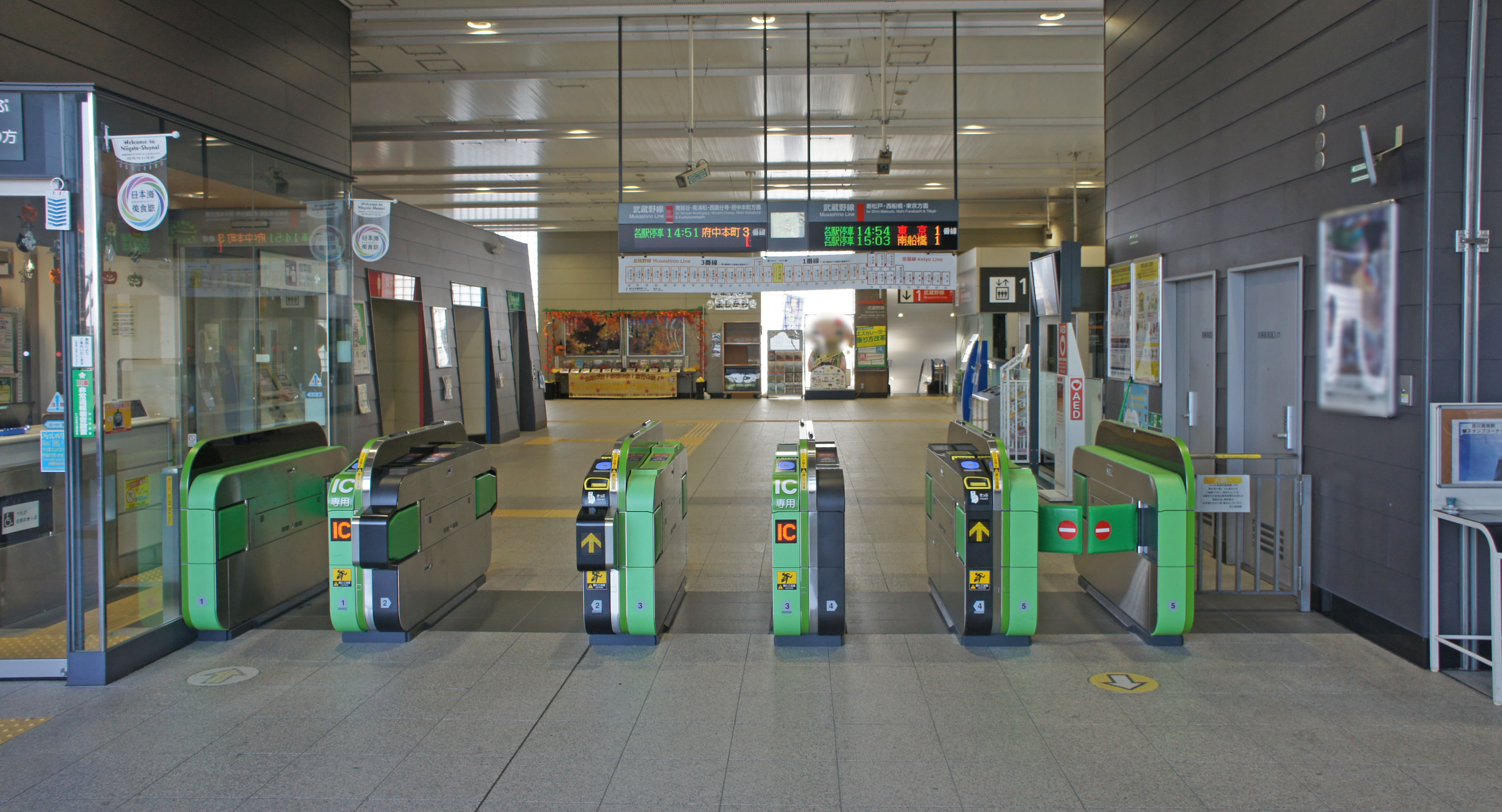
閘口（2019年9月）
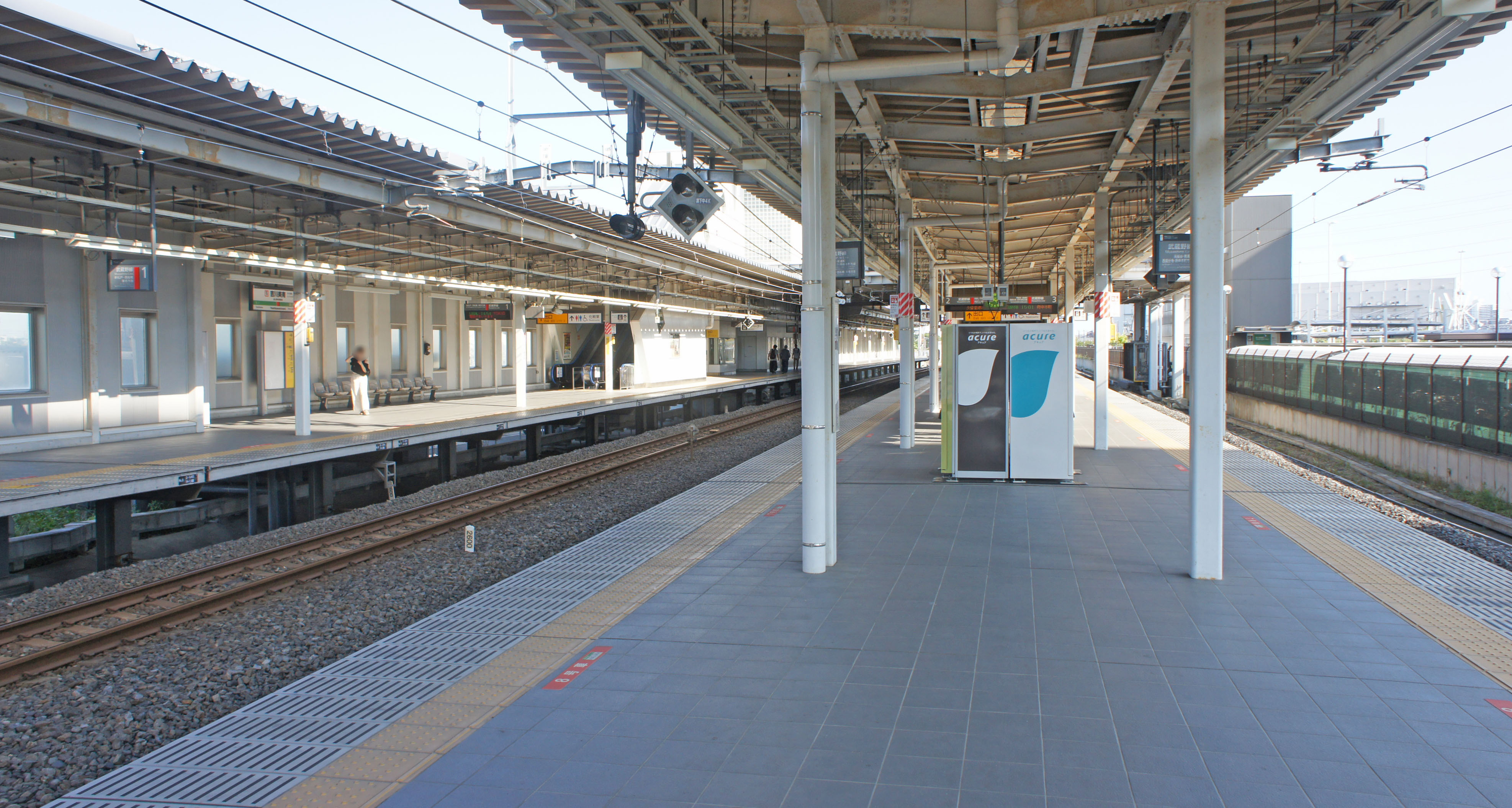
月台（2019年9月）

| 月台 | 路線     | 方向 | 目的地                                 | 備註         |
| ---- | -------- | ---- | -------------------------------------- | ------------ |
| 1    | 武藏野線 | 下行 | 新松戶、西船橋、東京方向               |              |
| 2    | 武藏野線 | 下行 | 新松戶、西船橋、東京方向               | 一部分的列車 |
| 2    | 武藏野線 | 上行 | 南越谷、南浦和、西國分寺、府中本町方向 | 一部分的列車 |
| 3    | 武藏野線 | 上行 | 南越谷、南浦和、西國分寺、府中本町方向 |              |

（來源：JR東日本:車站構內圖 （页面存档备份，存于））
- 閘口（2019年9月）
- 月台（2019年9月）

## 使用情況
2019年（令和元年）度的1日平均上車人次為5,523人。武蔵野線車站中最少人使用的、唯一平均每日上車人次10,000人以下的車站、隨著周邊城鎮發展使本站利用人數有所増加。
開業以後的一日平均上車人次的推移如下表。
| 年度               | 1日平均上車人次 | 1日平均上車人次 | 1日平均上車人次 | 來源             |
| 年度               | 定期外          | 定期            | 合計            | 來源             |
| ------------------ | --------------- | --------------- | --------------- | ---------------- |
| 2011年（平成23年） | 626             | 848             | 1,474           | [ 埼玉県統計 1 ] |
| 2012年（平成24年） | 599             | 1,114           | 1,714           | [ 埼玉県統計 2 ] |
| 2013年（平成25年） | 757             | 1,592           | 2,350           | [ 埼玉県統計 3 ] |
| 2014年（平成26年） | 929             | 2,045           | 2,975           | [ 埼玉県統計 4 ] |
| 2015年（平成27年） | 1,134           | 2,647           | 3,782           |                  |
| 2016年（平成28年） | 1,221           | 2,940           | 4,162           | [ 埼玉県統計 5 ] |
| 2017年（平成29年） | 1,461           | 3,349           | 4,811           | [ 埼玉県統計 6 ] |
| 2018年（平成30年） | 1,530           | 3,659           | 5,189           | [ 埼玉県統計 7 ] |
| 2019年（令和元年） | 1,581           | 3,941           | 5,523           |                  |

## 相鄰車站
東日本旅客鐵道（JR東日本）
 武藏野線
新三鄉（JM 18）－ 吉川美南（JM 19）－吉川（JM 20）

### 使用情況
JR的1日平均使用人數
1. ↑  各駅の乗車人員（2016年度） （页面存档备份，存于） - JR東日本

JR東日本的上車人次
1. ↑  .   [2018-01-17]. （原始内容存档于2019-03-27）.
2. 1 2 3  .   [2018-01-17]. （原始内容存档于2018-10-26）.
3. 1 2 3  .   [2018-01-17]. （原始内容存档于2016-03-04）.
4. 1 2 3  .   [2018-01-17]. （原始内容存档于2019-03-22）.
5. 1 2 3  .   [2018-01-17]. （原始内容存档于2019-03-23）.
6. 1 2 3  各駅の乗車人員（2016年度） （页面存档备份，存于） - JR東日本
7. 1 2 3  各駅の乗車人員（2017年度） （页面存档备份，存于） - JR東日本
8. 1 2 3  各駅の乗車人員（2018年度） （页面存档备份，存于） - JR東日本
9. 1 2 3  各駅の乗車人員（2019年度） （页面存档备份，存于） - JR東日本

JR的統計資料
1. ↑  埼玉県統計年鑑 （页面存档备份，存于） - 埼玉県
2. ↑  統計書よしかわ （页面存档备份，存于） - 吉川市

埼玉縣統計年鑑
1. ↑  .   [2018-01-17]. （原始内容存档于2017-12-29）.
2. ↑  .   [2018-01-17]. （原始内容存档于2017-12-29）.
3. ↑  .   [2018-01-17]. （原始内容存档于2017-12-29）.
4. ↑  .   [2018-01-17]. （原始内容存档于2017-07-05）.
5. ↑  .   [2020-07-29]. （原始内容存档于2020-02-02）.
6. ↑  .   [2020-07-29]. （原始内容存档于2020-02-02）.
7. ↑  .   [2020-07-29]. （原始内容存档于2020-03-18）.

## 外部連結
- 車站資訊（吉川美南）：東日本旅客鐵道